# Nouvelle-Zélande aux Jeux olympiques d'été de 2004
La Nouvelle-Zélande participe aux Jeux olympiques d'été de 2004 à Athènes. 148 athlètes néo-zélandais ont participé à des compétitions dans 18 sports. Ils y ont obtenu 5 médailles : 3 d'or et 2 d'argent.

## Médailles
| Médaille | Discipline  | Épreuve                       | Athlète                                          | Performance | Date    |
| -------- | ----------- | ----------------------------- | ------------------------------------------------ | ----------- | ------- |
| Or       | Aviron      | Deux de couple femmes         | Caroline Evers-Swindell, Georgina Evers-Swindell |             | 21 août |
| Or       | Cyclisme    | Poursuite individuelle Femmes | Sarah Ulmer                                      |             | 22 août |
| Or       | Triathlon   | Hommes                        | Hamish Carter                                    |             | 26 août |
| Argent   | Triathlon   | Femmes                        | Bevan Docherty                                   |             | 26 août |
| Argent   | Canoë-kayak | K-1 1000 m Hommes             | Ben Fouhy                                        |             | 27 août |